# Arno Fuchs
Johann Friedrich Arno Fuchs (* 24. Februar 1869 in Eisenach; † 13. oder 14. Februar 1945 in Dresden) war ein deutscher Hilfsschulpädagoge. Er gilt heute als einer der Pioniere der deutschen Hilfsschul-/Sonderschulbewegung.

## Leben

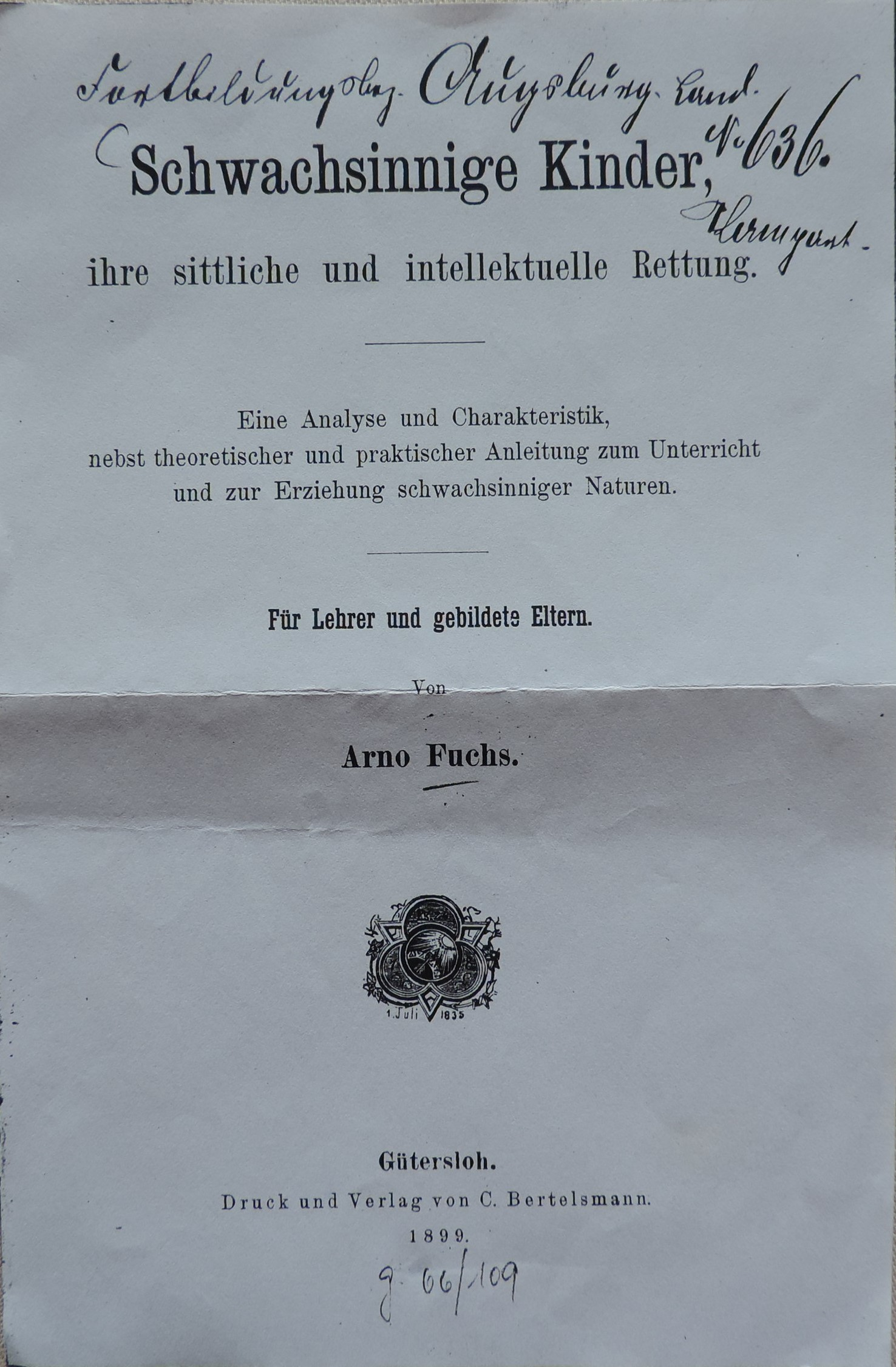
Publikation von Arno Fuchs

Er war das dritte Kind des Tischlermeisters Johann Christian Fuchs und dessen Ehefrau Maria, geb. Bönicke. In seiner Heimatstadt absolvierte er von 1886 bis 1888 das Lehrerseminar. Nach vier Jahren Schuldienst führte ihn sein beruflicher Weg nach Jena. Dort besuchte er die Universität und arbeitete bei Johannes Trüper in dessen bekanntem Erziehungsheim „Sophienhöhe“. 1894 übersiedelte Arno Fuchs nach Berlin. Dort übernahm er  vier Jahre später die Verantwortung für eine sogenannte Nebenklasse. Diese wurden an Gemeindeschulen eingerichtet, mit zweifachen Ziel: Sie sollten einerseits die zurückgebliebenen, aber normal intelligenten Schüler so bald wie möglich der Normalschule zurückführen, andererseits war ihre Aufgabe, diejenigen Kinder auszusortieren, die sich als schwachsinnig herausstellten und darum einer speziellen Einrichtung zu überweisen waren. Arno Fuchs war ein entschiedener Gegner von Nebenklassen, da schwachsinnige Kinder in Gemeindeschulen keine Förderung erfahren können und sie für den Volksschulunterricht nicht unterrichtsfähig zu machen sind und auch der Volksschule nicht zurückgegeben werden können. Schwachsinnige Schüler brauchen in allen Unterrichtsfächern eine besondere Methode.
1919 wurde er zum Schulinspektor und Dezernenten für das Sonderschulwesen ernannt. Als solcher zeichnete er für den Auf-/Ausbau des Berliner Hilfsschul-/Sonderschulwesens (das zum Vorbild für das ganze Deutsche Reich wurde) verantwortlich:
Es entstanden Sehbehindertenschulen, Sprachheilschulen, Abschlußklassen, Erziehungsschwierigenklassen, Schulkindergärten und die Freiluftschule. Als Organisator der 'Heilpädagogischen Woche' konnte er 1927 darauf hinweisen, daß Berlin das bestausgebaute Sonderschulwesen besaß (Schmoldt 1991, S. 147).
Arno Fuchs setzte sich intensiv für die Gründung des „Heilpädagogischen Seminars Berlin-Brandenburg“ ein. Dabei war sein vorrangiges Bestreben, die Etablierung der Heil-/Sonderpädagogik als universitäre Disziplin.
Neben seinen beruflichen Aufgaben war er noch rege publizistisch tätig. Sein Werk Schwachsinnige Kinder, ihre sittlich und intellektuelle Rettung avancierte für viele Jahrzehnte zum Standardwerk  der Heil-/Sonderpädagogik, welches 1967 zuletzt in verkürzter Form herausgegeben wurde.
Der Pädagoge gehörte dem seit 1909 gegründeten „Beratenden Ausschuß der Deutschen Vereinigung für Krüppelfürsorge“ sowie dem 1903 ins Leben gerufenen „Erziehungs- und Fürsorgeverein für geistig zurückgebliebene (schwachsinnige) Kinder“ an. An der Gründung beider Vereine war Arno Fuchs maßgebend beteiligt.
Für seine Verdienste um das Hilfsschulwesen wurde der Pädagoge 1911 mit dem Kgl. Kronenorden 4. Klasse ausgezeichnet.
In Berlin trägt eine Grundschule und Schule Sekundarstufe I und II, Richard-Wagner-Straße 30, seinen Namen.
Arno Fuchs starb in der Nacht vom 13. auf den 14. Februar 1945 bei den Luftangriffen auf Dresden.

## Werke
- Der Erziehungs-Rat. Praktischer Vorschlag zur Reform der Erziehung unsrer sittlich unmündigen Jugend für Staats-, Kirch-, Schul-, Kommunalbehörden, Vereine etc., Leipzig 1895
- Die Großstadt und ihr Verkehr: kulturkundliche und ethische Anschauungsstoffe für den Anschauungsunterricht in großen und mittleren Städten. Berlin: Verlag von Martin Warneck, 1907. Digitalisierung durch die Zentral- und Landesbibliothek Berlin, 2023. urn:nbn:de:kobv:109-1-15483095
- Schwachsinnige Kinder, ihre sittliche und intellektuelle Rettung, Gütersloh 1899
- Die Heilpädagogische Woche in Berlin vom 25. – 22. Mai 1927. Ausführlicher Bericht, Berlin 1927
- Das Sonderschulwesen in Berlin, Berlin 1927
- Erziehungsklassen (E=Klassen) für schwererziehbare Kinder der Volksschule, Halle 1930